# Емілія (Огайо)
Емілія (англ. Amelia) — селище (англ. village) в США, в окрузі Клермонт штату Огайо. Населення — 12 575 осіб (2020).

## Географія
Емілія розташована за координатами 39°1′22″ пн. ш. 84°13′6″ зх. д. / 39.02278° пн. ш. 84.21833° зх. д. (39.022879, -84.218315).  За даними Бюро перепису населення США в 2010 році селище мало площу 4,64 км², уся площа — суходіл.

## Демографія
Згідно з переписом 2010 року, у селищі мешкала 4801 особа в 1830 домогосподарствах у складі 1238 родин. Густота населення становила 1035 осіб/км².  Було 1974 помешкання (426/км²).
Расовий склад населення:
| - 95,1 % — білих - 1,6 % — чорних або афроамериканців - 0,7 % — азіатів - 0,3 % — корінних американців |

До двох чи більше рас належало 1,6 %. Частка іспаномовних становила 1,9 % від усіх жителів.
За віковим діапазоном населення розподілялося таким чином: 29,7 % — особи молодші 18 років, 64,4 % — особи у віці 18—64 років, 5,9 % — особи у віці 65 років та старші. Медіана віку мешканця становила 30,5 року. На 100 осіб жіночої статі у селищі припадало 94,1 чоловіків;  на 100 жінок у віці від 18 років та старших — 90,5 чоловіків також старших 18 років.
Середній дохід на одне домашнє господарство  становив 59 516 доларів США (медіана — 60 719), а середній дохід на одну сім'ю — 70 422 долари (медіана — 63 411). Медіана доходів становила 43 043 долари для чоловіків та 37 188 доларів для жінок. За межею бідності перебувало 11,8 % осіб, у тому числі 15,1 % дітей у віці до 18 років та 4,4 % осіб у віці 65 років та старших.
Цивільне працевлаштоване населення становило 2642 особи. Основні галузі зайнятості: освіта, охорона здоров'я та соціальна допомога — 16,8 %, науковці, спеціалісти, менеджери — 16,6 %, виробництво — 10,7 %, будівництво — 9,7 %.